# Mリーグ2025-26
Mリーグ2025-26（エムリーグ2025-26）は、競技麻雀のチーム対抗戦のナショナルプロリーグ「Mリーグ」の2025年9月15日に開幕予定のシーズン。

## 概要
アース製薬をスポンサー企業とするEARTH JETSが10チーム目として参入する。これに伴いレギュレーションの一部変更があった。

### レギュレーションの変更点
この年はレギュレーションに関して、以下のような変更点がある。
- レギュラーシーズン敗退チーム数が3から4に増加（セミファイナルシリーズ進出チーム数に変更なし）。なお、選手入れ替え規定（閉幕時に2シーズン連続で同一の選手構成且つセミファイナルシリーズに進出できなかった場合にメンバー最低1名を入れ替え）は従来通り[注 1]。
- レギュラーシーズンの各チームあたりの試合数は前シーズンより24半荘増え120半荘（全300半荘）。従来の「月・火・木・金開催」のスケジュール及び開催日数を維持する目的で、2025年9月25日から2026年2月20日までの木・金曜日には「2卓同時開催」を導入。当該日には1日あたり8チームが出場し各卓2試合ずつ、計4試合を実施する。
- レギュラーシーズンの最低出場試合数が10試合から20試合に増加する（個人賞各賞受賞に必要な試合数は20試合で変動なし）一方で、一人当たりの出場数上限が45試合から40試合に変更された。
- 優勝賞金を5000万円から7000万円に増額し、新たに4位のチームに賞金500万円を授与する（2位及び3位の賞金は据え置き）ことから、ファイナル進出チームへの賞金総額が1億500万円となる。
- 個人賞に「最多トップ賞」を新設（賞金100万円）。また個人トップ賞（シーズンMVP）、最高スコア賞、4着回避率賞への賞金が前年の2倍となる[注 2]。

また、競技規則に関しても、以下の変更を行っている。
- 第3章第1条（座位と起家の決定）について、座位を2020-21シーズンおよび2021-22シーズンでも採用されていた「シーズンを通して固定」に変更。なおファイナルシリーズ最終戦においては、前試合までのチームポイントが少ない順に東家・南家・西家・北家に着座する（前シーズンまでも行われていたが、競技規則で正式に明記された）。
- 第4章第8条（立直）第2項に、リーチの発声があっても打牌前であれば取り消しできる規定を追加（空行為としてアガリ放棄扱い）。2023-24シーズンセミファイナルで発生した「リーチ発声後にノーテンリーチに気づいて打牌前に止めた」行為[5]をルール上チョンボ扱いにしない措置。

## 契約満了
KADOKAWAサクラナイツ
内川幸太郎
EX風林火山
松ヶ瀬隆弥
二階堂瑠美
BEAST X
猿川真寿
菅原千瑛

## ドラフト
ドラフト会議は2025年6月30日17時から行われ、ABEMA 麻雀チャンネルで生配信された。
EARTH JETSが4名指名したあと、前年度最終順位の最下位のチームから、選手を1名ずつ指名する順序とされた。男女混成のチーム編成がルールのため、新規参入のEARTH JETSは男女各1名以上ずつの指名が必要だが、BEAST X・KADOKAWAサクラナイツ・EX風林火山は男女ともに1名以上契約更新者がいるため選手指名に制限はない。
なお、BEAST Xから1巡目指名（全体5番目）の下石戟はBEAST X メンバー入替オーディション優勝者、EX風林火山から1巡目指名（全体6番目）の永井孝典はEX風林火山-ドラフト会議指名選手オーディション-優勝者のため、事前に指名されることが内定していた。
また、BEAST Xから2巡目指名（全体8番目）の東城りおは2023-24シーズンまでセガサミーフェニックスに在籍しており、1シーズン以上Mリーグを離れてから復帰する初のケースで、EX風林火山から2巡目指名（全体9番目）の内川幸太郎は2021-22シーズンの滝沢和典（前年までEX風林火山→KONAMI麻雀格闘倶楽部）以来の移籍選手となった。
| 前年 | 指名チーム             | 1巡目 | 1巡目      | 1巡目                    | 2巡目 | 2巡目      | 2巡目            |
| 前年 | 指名チーム             | 全体  | 選手名     | 所属団体                 | 全体  | 選手名     | 所属団体         |
| ---- | ---------------------- | ----- | ---------- | ------------------------ | ----- | ---------- | ---------------- |
| 新   | EARTH JETS             | 1番目 | 石井一馬   | 最高位戦日本プロ麻雀協会 | ――    | ――         | ――               |
| 新   | EARTH JETS             | 2番目 | 三浦智博   | 日本プロ麻雀連盟         | ――    | ――         | ――               |
| 新   | EARTH JETS             | 3番目 | 逢川恵夢   | 日本プロ麻雀協会         | ――    | ――         | ――               |
| 新   | EARTH JETS             | 4番目 | HIRO柴田   | 日本プロ麻雀連盟         | ――    | ――         | ――               |
| 9位  | BEAST X                | 5番目 | 下石戟     | 日本プロ麻雀協会         | 8番目 | 東城りお   | 日本プロ麻雀連盟 |
| 8位  | EX風林火山             | 6番目 | 永井孝典   | 最高位戦日本プロ麻雀協会 | 9番目 | 内川幸太郎 | 日本プロ麻雀連盟 |
| 7位  | KADOKAWAサクラナイツ   | 7番目 | 阿久津翔太 | 日本プロ麻雀連盟         | ――    | ――         | ――               |
| 6位  | 渋谷ABEMAS             | ――    | ――         | ――                       | ――    | ――         | ――               |
| 5位  | KONAMI麻雀格闘倶楽部   | ――    | ――         | ――                       | ――    | ――         | ――               |
| 4位  | TEAM RAIDEN/雷電       | ――    | ――         | ――                       | ――    | ――         | ――               |
| 3位  | 赤坂ドリブンズ         | ――    | ――         | ――                       | ――    | ――         | ――               |
| 2位  | U-NEXT Pirates         | ――    | ――         | ――                       | ――    | ――         | ――               |
| 1位  | セガサミーフェニックス | ――    | ――         | ――                       | ――    | ――         | ――               |

## 所属選手
（）内は、各選手の当時の所属団体。
| チーム                 | 選手                 | 選手                   | 選手                 | 選手                 | 監督       |
| ---------------------- | -------------------- | ---------------------- | -------------------- | -------------------- | ---------- |
| EARTH JETS             | 石井一馬（最高位戦） | 三浦智博（連盟）       | 逢川恵夢（協会）     | HIRO柴田（連盟）     | 川村芳範   |
| 赤坂ドリブンズ         | 園田賢（最高位戦）   | 鈴木たろう（最高位戦） | 浅見真紀（最高位戦） | 渡辺太（最高位戦）   | 越山剛     |
| EX風林火山             | 二階堂亜樹（連盟）   | 勝又健志（連盟）       | 永井孝典（最高位戦） | 内川幸太郎（連盟）   | 二階堂亜樹 |
| KADOKAWAサクラナイツ   | 岡田紗佳（連盟）     | 堀慎吾（協会）         | 渋川難波（協会）     | 阿久津翔太（連盟）   | 森井巧     |
| KONAMI麻雀格闘倶楽部   | 佐々木寿人（連盟）   | 高宮まり（連盟）       | 伊達朱里紗（連盟）   | 滝沢和典（連盟）     | 滝沢和典   |
| 渋谷ABEMAS             | 多井隆晴（RMU）      | 白鳥翔（連盟）         | 松本吉弘（協会）     | 日向藍子（最高位戦） | 塚本泰隆   |
| セガサミーフェニックス | 茅森早香（最高位戦） | 醍醐大（最高位戦）     | 竹内元太（最高位戦） | 浅井堂岐（協会）     | 茅森早香   |
| TEAM RAIDEN/雷電       | 萩原聖人（連盟）     | 瀬戸熊直樹（連盟）     | 黒沢咲（連盟）       | 本田朋広（連盟）     | 高柳寛哉   |
| BEAST X                | 鈴木大介（連盟）     | 中田花奈（連盟）       | 下石戟（協会）       | 東城りお（連盟）     | 高橋暁     |
| U-NEXT Pirates         | 小林剛（麻将連合）   | 瑞原明奈（最高位戦）   | 鈴木優（最高位戦）   | 仲林圭（協会）       | 木下尚     |

| 団体     | 総数 | 前年度総数 | 増減 |
| -------- | ---- | ---------- | ---- |
| 連盟     | 19   | 18         | +1   |
| 最高位   | 12   | 10         | +2   |
| 協会     | 7    | 5          | +2   |
| RMU      | 1    | 2          | -1   |
| 麻将連合 | 1    | 1          | 0    |

## できごと
2025年
- 4月4日 - BEAST Xは、猿川真寿、菅原千瑛が「BEAST X メンバー入替オーディション」へ参加、入替オーディションに優勝した場合に契約を更新することを明らかにした[11]。
- 4月16日 - EX風林火山は、松ヶ瀬隆弥・二階堂瑠美との契約満了を発表した[7]。
- 5月19日 - KADOKAWAサクラナイツは、内川幸太郎との契約満了を発表した[6]。
- 5月26日
  - Mリーグ機構がアース製薬をスポンサーとするチームのMリーグ加盟を発表した[1]。
  - Mリーグ機構がレギュレーションの変更点及びドラフト会議の概要を発表した[3]。
- 5月27日 - EX風林火山は、2024-25シーズン限りで退任した藤沢晴信監督の後任として、二階堂亜樹が監督を兼務することを発表した[12]。
- 5月28日 - Mリーグ機構及びアース製薬は、アース製薬がスポンサードする新チーム名が「EARTH JETS」であることを発表した[2][13]。
- 6月3日 - セガサミーフェニックスは、2024-25シーズン限りで退任した近藤誠一監督の後任として、茅森早香が監督を兼務することを発表した[14]。
- 6月15日 - 「BEAST X メンバー入替オーディション」で下石戟が優勝し、6月30日に行われるドラフト会議での指名権獲得[15]。同時に、猿川真寿・菅原千瑛のBEAST Xとの契約満了が決定した[8]。
- 6月16日 - 契約継続・満了選手の公表期限日であるこの日までに、すべてのチームが契約継続・満了選手を発表した[16]。
- 6月22日 - 「EX風林火山-ドラフト会議指名選手オーディション-」で永井孝典が優勝し、6月30日に行われるドラフト会議での指名権を獲得した[17]。
- 6月30日
  - KONAMI麻雀格闘倶楽部は、滝沢和典が監督を兼務することを発表した[18]。格闘倶楽部は前シーズンまで監督を置いていなかったため、これによりMリーグ開始以来初めて全チームに監督が置かれることになった。
  - ドラフト会議が開催された（詳細上述）[9]。
  - KADOKAWAサクラナイツは、ドラフト会議で指名した阿久津翔太の入団が決定したことを発表した[19]。
- 7月4日 - Mリーグ機構が全40選手の契約合意を発表[20]。
- 8月8日 - Mリーグ機構が2025-26シーズンの日程を発表すると共に、レギュレーションの一部改定を実施することを発表[4]。

### 注記
1. ↑  ただし、2024-25シーズンでセミファイナルシリーズ進出を逃したKADOKAWAサクラナイツ、EX風林火山、BEAST Xがいずれも選手構成を変更するため、2025-26シーズン終了時点では対象となるチームは無い。
2. ↑  シーズンMVPは100万円→200万円、最高スコア賞と4着回避率賞は50万円→100万円。